# Callas e Onassis
Callas e Onassis è una miniserie televisiva trasmessa in prima visione su Canale 5 nel 2005.

## Produzione
La miniserie, composta da due puntate della durata di 100 minuti ciascuna, è coprodotta da Lux Vide, RTI e Pampa Production con la partecipazione di Telecinco. La regia è di Giorgio Capitani. La colonna sonora è stata composta dal religioso Marco Frisina.

## Cast
La fiction narra la storia di due importanti personaggi storici: Maria Callas, da molti considerata la più grande cantante del XX secolo (interpretata da Luisa Ranieri) e Aristotele Onassis, uno degli uomini più ricchi del mondo nel Novecento (interpretato da Gérard Darmon). La fiction ha un cast artistico di livello internazionale, nel quale annovera anche Anna Valle - nella parte di Jacqueline Kennedy, moglie e poi vedova di John Kennedy, successivamente chiacchierata per una presunta storia sentimentale con Robert Kennedy, ma già da allora preda ambita da Onassis, prima di diventarne la nuova moglie - e Serena Autieri - che veste i panni di Tina Livanos, figlia dell'armatore Stavros Livanos (potente e ricchissimo armatore, acerrimo rivale di Onassis) e prima moglie di Onassis.

## Distribuzione
Le due puntate della miniserie furono trasmesse in prima visione il 6 e il 7 novembre del 2005 in prima serata su Canale 5.